# Mollisiopsis lanceolata
Mollisiopsis lanceolata är en svampart som först beskrevs av Gremmen, och fick sitt nu gällande namn av David Leslie Hawksworth 1975. Mollisiopsis lanceolata ingår i släktet Mollisiopsis, ordningen disksvampar, klassen Leotiomycetes, divisionen sporsäcksvampar och riket svampar.   Inga underarter finns listade i Catalogue of Life.
I den svenska databasen Dyntaxa används istället namnet Pyrenopeziza lanceolata för samma taxon.  Arten är reproducerande i Sverige.